# Bombus lemniscatus
Bombus lemniscatus là một loài Hymenoptera trong họ Apidae. Loài này được Skorikov mô tả khoa học năm 1912.